# Dunira
Dunira is een geslacht van vlinders van de familie spinneruilen (Erebidae), uit de onderfamilie Calpinae.

## Soorten
- D. diplogramma Hampson, 1912
- D. fasciata Wileman & South, 1917
- D. minoralis Hampson, 1907
- D. obliquilinea Hampson, 1925
- D. pulchra Bethune-Baker, 1908
- D. rectilineata Hampson, 1896
- D. rubripunctalis Walker, 1858
- D. sarconia Hampson, 1926
- D. scitula Walker, 1865